# Burgraviato
Il Burgraviato (in tedesco Burggrafenamt; in ladino Burgraviat) è la zona attorno a Merano (Alto Adige) nonché il nome della comunità comprensoriale il cui capoluogo è la stessa Merano. Il nome deriva dal "Burggraf" della Contea del Tirolo, ovvero dal burgravio del conte tirolese e il di lui distretto amministrativo che formò il nucleo antico di questa contea. La forma italiana del comprensorio si deve all'adattamento fonetico del termine tedesco originario. Ne fanno parte: la Val Passiria, la Val d'Ultimo, l'Alta Val di Non e l'area meranese della Valle dell'Adige. Confina a ovest con la Val Venosta, a sud con la comunità comprensoriale Oltradige-Bassa Atesina, a nordest con l'Alta Valle Isarco e a sudest con la comunità comprensoriale Salto-Sciliar (sull'altipiano del Salto). Dopo Merano, il principale comune è Lana.

## Comuni
Il comprensorio Burgraviato in origine comprendeva 23 comuni. Nel 1973 si aggiunsero anche i comuni di Parcines, Plaus e Naturno, mentre nel 1986 vi aderì infine anche la città di Merano. Nel 1974 indue comuni di Senale e San Felice furono fusi nel comune di Senale-San Felice.
I 26 comuni attuali si estendono su 1.101 km² e con una popolazione di 88.300 abitanti (2001), includendo sia l’area storica del Burgraviato sia zone limitrofe come l'Alta Val di Non e la bassa Val Venosta. Il capoluogo del comprensorio è Merano.
1. Avelengo
2. Caines
3. Cermes
4. Gargazzone
5. Lagundo
6. Lana
7. Lauregno
8. Marlengo
9. Merano
10. Moso in Passiria
11. Nalles
12. Naturno
13. Parcines
14. Plaus
15. Postal
16. Proves
17. Rifiano
18. San Leonardo in Passiria
19. San Martino in Passiria
20. San Pancrazio
21. Scena
22. Senale-San Felice
23. Tirolo
24. Tesimo
25. Ultimo
26. Verano